# Савольделли, Рето Андреа
Рето Андреа Савольделли (Reto Andrea Savoldelli; род. 20 декабря 1949, Золотурн) — швейцарский кинорежиссёр
, писатель, теоретик кино.
Посещал курсы истории кино в Золотурне, где учился у режиссёров Таннера и Суттера.
Экспериментальный фильм «Лидия» (1969) показан на IV кинофестивале в Золотурне, вызвав отклик Штрауба и Вендерса. Психоделическая сказка «Stella da Falla» (1971) — парафраз истории Парсифаля с элементами горного фильма.
В антропософский период исследовал в Гётеануме теорию кино, результаты исследований из 21 текста собраны в книге «Рудольф Штайнер о кино». Написанный в период в 2003—2009 годов роман «Иероним» вырос из проекта фильма 1973 года о перевоплощении берлинского режиссёра в мире средневековых катаров.
Фильмография
- 1966 — Месть по-итальянски
- 1967 — Юноша в пубертатном возрасте
- 1968 — Столкновение
- 1969 — Лидия
- 1971 — Stella da Falla